# Bedřich Feigl
Bedřich (Friedrich) Feigl (6. března 1884, Praha – 17. prosince 1965, Londýn) byl český židovský malíř, grafik a ilustrátor.

## Biografie
Narodil se jako druhý ze čtyř synů v rodině pražského německo-židovského advokáta Josefa Feigla (1846-1905) a jeho manželky Julie, rozené Busch (* 1849). Jeho bratry byli obchodník Karel Feigl (* 1882), galerista Hugo Feigl a spisovatel Arnošt/Ernst Feigl (* 1887).[2] Jeho neteří byla Marion Feigl, jedno z Wintonových dětí, později nakladatelská redaktorka a spolupracovnice otce Huga v jeho newyorské galerii. Bedřich Feigl studoval v Praze na Akademii výtvarných umění v ateliéru Vlaho Bukovace a Franze Thieleho, odkud ale byl vyloučen. V roce 1906 podnikl spolu s Emilem Fillou a Antonínem Procházkou cestu po Evropě. Navštívil Drážďany, Berlín, Amsterdam, Paříž, Marseille, Řím, Neapol a Florencii. V Berlíně se seznámil s uměním malíře Maxe Liebermanna a takzvané Berlínské secese (Berliner Secession), s níž od roku 1912 vystavoval. Jako německy mluvící umělec z Čech se aktivně podílel na kulturním životě v Čechách i v Německu. V roce 1907 stát u vzniku umělecké skupiny Osma. Na její první pražské výstavě představil nejpočetnější soubor obrazů. O rok později se zúčastnil i druhé výstavy Osmy v Topičově salonu v Praze. Dlouho žil v Berlíně, kam se odstěhoval v roce 1910, a do Československa vrátil až v roce 1933. Také z Německa udržoval styky s českým kulturním prostředím. Již v roce 1911 stál za účastí Emila Filly, Vincence Beneše a Bohumila Kubišty na čtvrté výstavě skupiny mladých expresionistů Nová secese (Neue Secession) v Berlíně. V roce 1912 zúčastnil druhé výstavy Skupiny výtvarných umělců v Obecním domě v Praze, v roce 1921 třetí výstavy skupiny Tvrdošíjní a o rok později Výstavy židovských grafiků v paláci Lucerna. V roce 1927 spolu s dalším německým malířem českého původu Maximem Kopfem založil skupinu Junge Kunst, v níž se sešli spříznění němečtí výtvarníci z Prahy a Drážďan, a která se o rok později transformala ve sdružení Prager Sezession. Na přelomu let 1932–1933 několik měsíců pobýval v Palestině, kde načerpal mnoho podnětů pro svoji malířskou tvorbu. V roce 1939 se kvůli hrozbě nacistických represí natrvalo odstěhoval do Londýna. Jeho díla jsou umístěna v galeriích po celém světě.